# Eugenia elliotii
Eugenia elliotii är en myrtenväxtart som beskrevs av Adolf Engler och Wilhelm Georg Baptist Alexander von Brehmer. Eugenia elliotii ingår i släktet Eugenia och familjen myrtenväxter. Inga underarter finns listade i Catalogue of Life.